# SG Automotive
SG Automotive Group Co Ltd (officiellement Liaoning Shuguang Automotive Group, Ltd) est un fabricant de véhicules et de composants chinois dont le siège est à Dandong, dans la province du Liaoning. L'entreprise fabrique des bus, des camions légers, des semi-remorques, des SUV et des composants automobiles.  Les pièces automobiles fabriquées par SG sont utilisées par d'autres constructeurs automobiles chinois, notamment Brilliance Auto, Chery et JAC Motors.
Les camions légers et les bus sont vendus sous le nom de marque Huanghai (黄海, Yellow Sea), tandis que la marque Shuguang était utilisée pour les SUV au début des années 2000.  Certains SUV vendus sous cette marque peuvent utiliser des moteurs Mitsubishi à partir de 2011.  La société vend des flottes et certains produits sont achetés par l'État chinois.